# مارك هوبرمان
مارك هوبرمان (بالإنجليزية: Mark Huberman)‏ هو ممثل أيرلندي، ولد في 1981.

## وصلات خارجية
- مارك هوبرمان على موقع IMDb (الإنجليزية)
- مارك هوبرمان على موقع قاعدة بيانات الأفلام العربية
- مارك هوبرمان على موقع ألو سيني (الفرنسية)
- مارك هوبرمان على موقع أول موفي (الإنجليزية)
- مارك هوبرمان على موقع قاعدة بيانات الفيلم (الإنجليزية)
- مارك هوبرمان على موقع كينوبويسك (الروسية)